# Boguszyce (województwo śląskie)
Boguszyce (niem. Boguschütz) – wieś sołecka w Polsce, położona w województwie śląskim, w powiecie gliwickim, w gminie Toszek.
W latach 1975–1998 wieś administracyjnie należała do województwa katowickiego.
Wierni Kościoła rzymskokatolickiego należą do parafii św. Katarzyny Aleksandryjskiej w Toszku.

## Nazwa
W alfabetycznym spisie miejscowości na terenie Śląska wydanym w 1830 roku we Wrocławiu przez Johanna Knie miejscowość występuje pod polską nazwą Boguczyce oraz nazwą zgermanizowaną Bogutczütz. Ze względu na polskie pochodzenie nazwy w okresie hitlerowskiego reżimu w latach 1936-1945 nazistowska administracja III Rzeszy zmieniła nazwę na nową, całkowicie niemiecką – Gottschütz.

## Integralne części wsi
| SIMC     | Nazwa   | Rodzaj  |
| -------- | ------- | ------- |
| (0222456 | Zalesie | kolonia |

## Urodzeni w Boguszycach
Z Boguszyc pochodził Jan Krawiec, XIX wieczny polski emigrant. Niektórzy badacze przypuszczają, że był on ojcem papieża Piusa X.